# C'è in giro un'altra razza
C'è in giro un'altra razza è un album discografico del cantante italiano Marco Conidi, pubblicato nel 1992 dalla Epic/Sony BMG.
Nel 1993 è uscita sul mercato la riedizione dell'album, contenente altri due brani: Non è tardi, presentato al Festival di Sanremo di quell'anno, e La rivoluzione del '93.

## Tracce

### Lato A
1. C'è in giro un'altra razza
2. Non è Hollywood
3. Guarda Giuda
4. Maledetti noi
5. Amati di più

### Lato B
1. Sulla strada
2. Mister Brown
3. Mani chiuse
4. E tu com'eri
5. Reprise

## Tracce riedizione

### Lato A
1. Non è tardi
2. C'è in giro un'altra razza
3. Non è Hollywood
4. Guarda Giuda
5. Maledetti noi
6. Amati di più

### Lato B
1. La rivoluzione del '93
2. Sulla strada
3. Mister Brown
4. Mani chiuse
5. E tu com'eri
6. Reprise

## Formazione
- Marco Conidi – voce
- Luca Testoni – chitarra elettrica
- Claudio Golinelli – basso
- Lele Melotti – batteria
- Guido Elmi – chitarra elettrica
- Beppe Leoncini – batteria
- Giacomo Giannotti – tastiera, pianoforte
- Roberto Martinelli – sax
- Clara Moroni, Nando Bonini, Silvio Pozzoli  – cori